# Distrito Federal Siberiano
O Distrito Federal Siberiano é um dos oito distritos da Federação Russa. Sua população era de 17.178.298 segundo o Censo de 2010, vivendo em uma área de 4.361.800 quilômetros quadrados (1.684.100 milhas quadradas). Todo o distrito federal está localizado no continente da Ásia.